# 증명사진

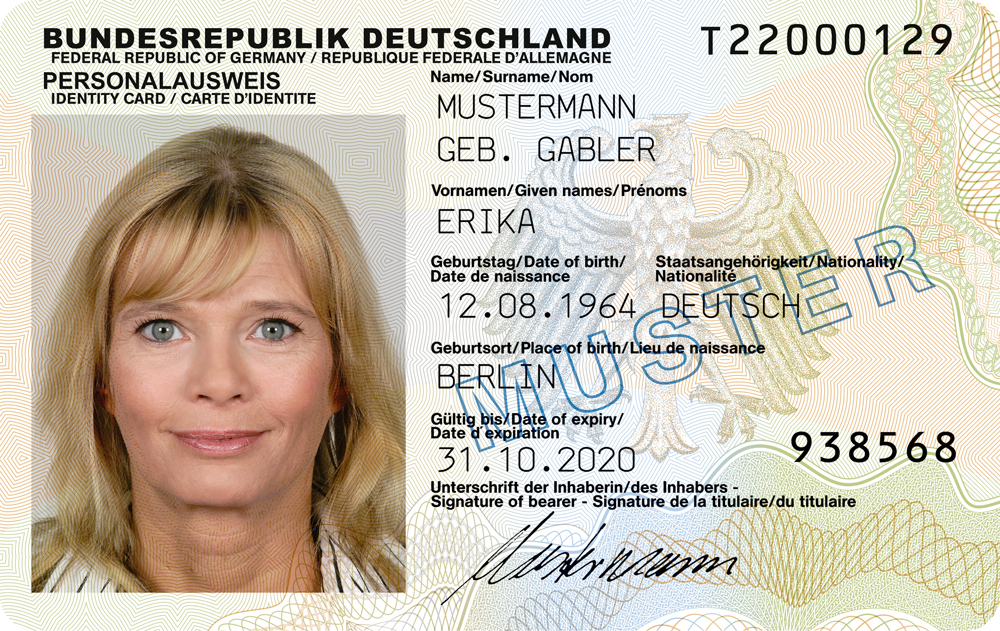

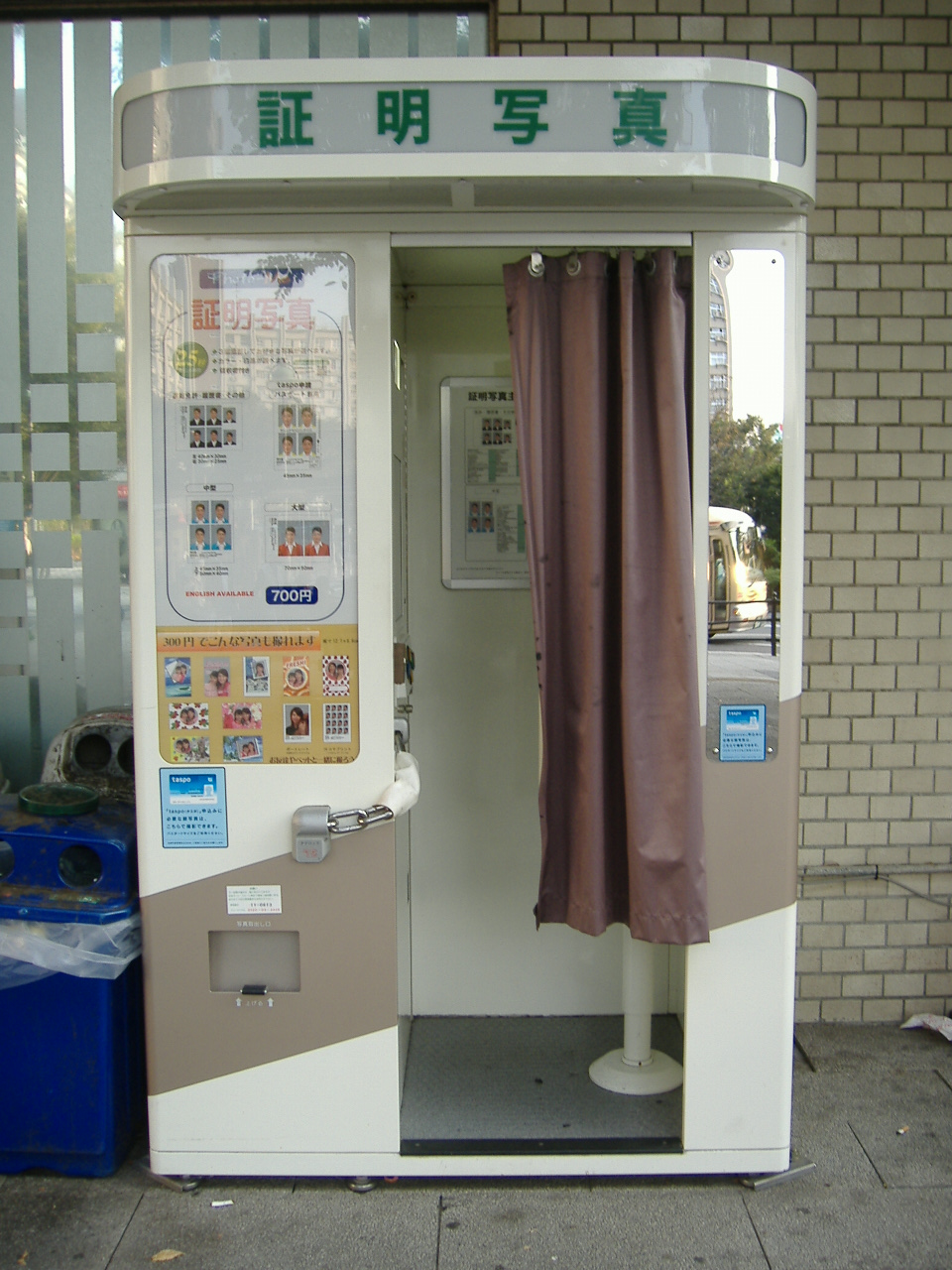
일본의 자동 증명사진 촬영기

증명사진(證明寫眞)은 그 사람을 판단하고 다른 사람의 위장 식별 등을 목적으로 신분증과 서류 등에 부착되는 인물 사진이다. 여권이나 운전 면허증 등의 공문서, 이력서 등의 사문서, 입학 시험이나 자격 시험 등의 원서 등에 사용된다. 기본적으로 단색 배경에 어깨에 얼굴 사진으로, 모자와 마스크, 선글라스 등은 착용하지 않고 촬영한다. 사진관 외에도 자동 증명사진 촬영기로 촬영 할 수 있다.